# Casas de Don Antonio
Casas de Don Antonio è un comune spagnolo di 238 abitanti situato nella comunità autonoma dell'Estremadura.